# Советская Молдавия (газета)
«Сове́тская Молдавия» — газета, орган Центрального комітету Комуністичної партії Молдавії, Верховної Ради Молдавської РСР і Ради Міністрів Молдавської РСР.

## Історія
Створена у вересні 1925 року під назвою «Червоний орач», як орган Молдавського обласного комітету КП(б)У та уряду Молдавської Автономної Радянської Соціалістичної Республіки.
 
Видавалась українською і молдавською мовами (щотижнево) під назвами «Червоний орач» та «Плугарул рош», яка виходила у 1924-1929 роках (м. Балта) та мала тираж 4050 примірників українською мовою і 3150 – молдавською.

З 1930 року називалась «Соціалістична Молдавія» (Тирасполь).
Після приєднання Бессарабії до СРСР виходила у Кишиневі з 27 вересня 1940 року 6 разів на тиждень російською мовою під назвою «Советская Молдавия».
У грудні 1966 року газета нагороджена орденом Трудового Червоного Прапора.
У 1975 році наклад видання складав 164 тисячі екземплярів.